# Poderschau
Poderschau ist eine ehemalige Gemeinde im Kreis Altenburg.
Am 1. Januar 1957 wurde die Gemeinde durch Zusammenlegung der Gemeinden Altpoderschau und Neupoderschau gebildet. Am 1. Januar 1973 wurde die Gemeinde aufgelöst, Altpoderschau kam zur Gemeinde Kriebitzsch, Neupoderschau zur Gemeinde Meuselwitz.